# Trichogramma parrai
Trichogramma parrai is een vliesvleugelig insect uit de familie Trichogrammatidae. De wetenschappelijke naam is voor het eerst geldig gepubliceerd in 2003 door Querino & Zucchi.